# 北大沙河
北大沙河，古称中川水、沙沟，又称北沙河:220、中川河，位于中华人民共和国山东省济南市的一条黄河支流。

## 流域
北大沙河发源于山东省济南市长清区万德街道摩天岭西南麓，在金山铺汇合东支流，在小侯集村东汇合西支流，经万德街道、张夏街道、崮云湖街道、文昌街道、平安街道，在老王府村西、西大张庄北汇入黄河:220。
北大沙河主干流长60.5公里，是济南市长清区最长河流。北大沙河有大小支流20余条，流域面积590平方公里:220。北大沙河是一条季节性河流，斜贯长清南北，沿河有武庄水库、石店水库、崮云湖、长清湖等水体，沿岸遍布古遗址和名胜古迹。

## 历史
北大沙河，古称中川水，因位于宾谷水（南大沙河）与玉符河之间而得名，后因其与南大沙河一北一南怀抱着长清城而被俗称为北大沙河和南大沙河。

## 备注
1. ↑  一说中川河全长54.3公里，流域面积584平方公里，汇集地面径流150.7平方公里[2]